# Pachyprosopis xanthodonta
Pachyprosopis xanthodonta là một loài Hymenoptera trong họ Colletidae. Loài này được Cockerell mô tả khoa học năm 1913.

## Hình ảnh

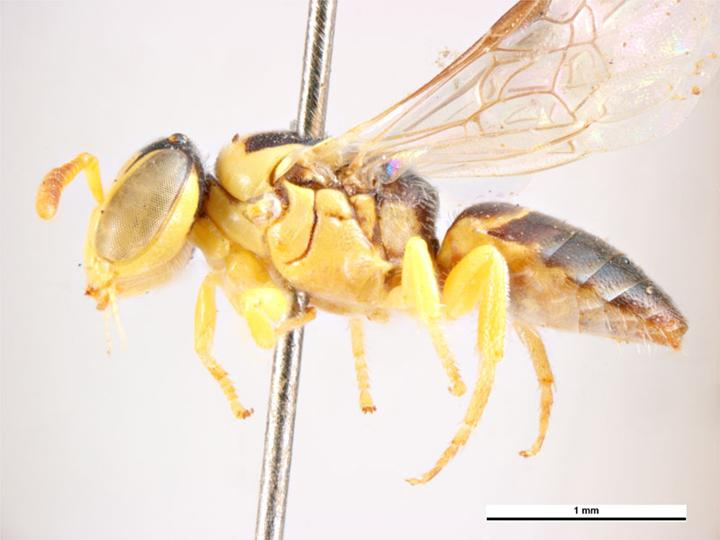